# Potamophylax jungi
Potamophylax jungi är en nattsländeart som beskrevs av Wolfram Mey 1976. Potamophylax jungi ingår i släktet Potamophylax och familjen husmasknattsländor. Inga underarter finns listade i Catalogue of Life.